# 朝鮮鉄道630形蒸気機関車
朝鮮鉄道630形蒸気機関車（ちょうせんてつどう630がたじょうききかんしゃ）は、朝鮮鉄道が1930年（昭和5年）に導入した旅客列車用タンク式蒸気機関車である。

## 概要
朝鮮鉄道は1929年5月、黄海線の海州と鮮鉄京義線の土城を結ぶ76.6kmの敷設免許を得た。これにより、既存の沙里院と合わせ、京義線と2点で接続するとともに、 京城方面の連絡が著しく改善されることとなった。黄海線は、沿線に朝鮮半島随一の沃野·黄海平野を有し、また鉱山や温泉も多く によって客貨とも増加が期待された。
同年、朝鉄は黄海線用として汽車に1C1タンク機630形630-634（製番1113一1117）を発注した。630形は、先前の610両形式の火床面積とシリンダー引張力を約3割増大し、牽引定数の増大に対応した。 
この機関車は朝鮮鉄道に納入した最初の機関車です。